# 拉奇蘭 (伊利諾伊州)
拉奇蘭（英語：Larchland）是位於美國伊利諾伊州沃倫縣的一個非建制地區。該地的面積和人口皆未知。

## 地理
拉奇蘭的座標為40°49′12″N 90°39′10″W / 40.82000°N 90.65278°W，而該地的平均海拔高度為223米（即732英尺）。